# 아나 벨리카
아나 벨리카(세르비아어: Ана Бјелица; 1992년 4월 3일 ~ )는 CSM 트르코비슈테에서 뛰는 세르비아의 배구 선수이다. 농구 선수 밀코와 밀카 벨리카의 여동생이다. 그녀의 가족은 세르비아계 몬테네그로인이지만, 형제자매와 달리 몬테네그로 대신 고향인 세르비아를 대표하기로 결정했다.
2020년, 벨리카는 중국 팀인 베이징 BAIC 모터와 계약했지만, 코로나19 범유행으로 인해 경기에 출전하지 못했다. 세르비아 팀인 젤레즈니차르 라이코바츠로 돌아와 2021년 세르비아 컵에서 우승했고, 이후 플레이오프에서 폴란드의 라돔 라돔카에 합류했다.

## 성적

### 클럽
- CEV컵 준우승: 2009/10
- 세르비아 배구 리그: 2009/10, 2010/11, 2011/12, 2012/13
- 폴란드 배구 리그: 2013/14
- 세르비아 배구 컵: 2009/10, 2010/11, 2011/12, 2012/13
- 폴란드 배구 컵: 2013/14
- 캄페오나투 파울리스타: 2016
- 브라질 수페를리가 준우승: 2016/2017

### 개인 수상
- 2010년 유럽 주니어 선수권 - 최우수 득점자
- 2014년 폴란드 컵 - 최우수 공격수